# Seznam avstrijskih pevcev
Seznam avstrijskih pevcev.

## A
- Wolfgang Ambros
- Liane Augustin

## B
- Nadine Beiler
- Belsy (Demetz) (indijsko-južnotiroska)
- Roberto Blanco ?
- Timna Brauer
- Boris Bukowski

## C
- Peter Cornelius

## E
- Fritz Eckhardt

## F
- Falco (Johann "Hans" Hölzel)
- Rainhard Fendrich
- Wolfgang Fischer (kantavtor)
- Thomas Forstner

## G
- Andreas Gabalier

## H
- André Heller
- Michael Heltau (nem.-avstrij.)
- Georg Herrnstadt

## J
- Maximilian Jantscher
- Patrick Jurdić (avstrijsko-hrvaški)
- Udo Jürgens

## K
- Natália Kelly
- Mira Lu Kovacs

## L
- Bill Leeb (Wilhelm Anton Leeb)
- Lotte Lenya
- Gary Lux

## M
- Georgij Makazaria
- Erich Meixner
- Marianne Mendt

## O
- Manuel Ortega
- DJ Ötzi (Gerhard "Gerry" Friedle)

## P
- Pænda (Gabriela Horn)
- Eric Papilaya
- Maria Theresa von Paradis
- Johannes Pietsch - JJ
- Alf Poier
- Nik P. (Nikolaus Presnik)

## R
- RAF Camora
- Willi Resetarits
- Herwig Rüdisser

## S
- Toni Sailer
- Cesár Sampson
- Eleonore Schwarz
- Soap&Skin (Anja Plaschg)
- Simone Stelzer
- Ludwig Strakosch
- Christina Stürmer

## T
- Teya (Teodora Špirić, tudi Thea Devy)

## W
- Tony Wegas
- Conchita Wurst